# Dylan Hazan
Dylan Hazan (ur. 29 września 1994 w Bari) – włoski zawodnik MMA walczący w wadze muszej. Aktualny zawodnik organizacji Cage Warriors. 

## Kariera MMA

### Wczesna kariera
Hazan karierę zawodową rozpoczął w 2019 roku – w lutym, w zawodowym debiucie zwyciężył przez jednogłośną decyzję sędziów na lokalnej gali Italian Cage Fighting 7. 
23 maja 2021 w Livorno zdobył pas mistrzowski wagi lekkiej organizacji Resa Dei Conti, pokonując przez techniczny nokaut w pierwszej rundzie Simonego Petricciego. 

### Cage Warriors
Sześć kolejnych zwycięstw z rzędu na przestrzeni dwóch lat zaowocowało podpisaniem kontraktu z angielską organizacją Cage Warriors.
Dla angielskiego giganta Włoch zadebiutował w czerwcu 2021 roku, zwyciężając przez jednogłośną decyzję z Joshem Reedem. 
7 października 2021 na gali Cage Warriors 144 w Rzymie pokonał przez TKO w pierwszej rundzie swojego rodaka, Jeffersona De Filippisa.
Kolejne zwycięstwa w Cage Warriors sprawiły, że 6 maja 2023 roku Hazan zmierzył się w walce o mistrzowski tytuł – uległ wówczas Caolánowi Loughranowi w drugiej odsłonie starcia.
25 lipca 2024 na gali Cage Warriors 175 widowiskowo znokautował latającym kolanem na początku drugiej rundy Elvesa Oliveirę.
Podczas wydarzenia Cage Warriors 183, które odbyło się 8 marca następnego roku przegrał jednogłośnie na kartach punktowych z Michelangelem Lupolim.

## Osiągnięcia

### Mieszane sztuki walki
- Resa dei Conti
  - 2021: Mistrz RDC w wadze lekkiej[3]

## Lista zawodowych walk w MMA
| Wynik     | Bilans | Przeciwnik (bilans przed walką) | Rozstrzygnięcie                  | Runda | Czas | Rozgrywki                 | Data       | Miejsce    | Uwagi                                            |
| --------- | ------ | ------------------------------- | -------------------------------- | ----- | ---- | ------------------------- | ---------- | ---------- | ------------------------------------------------ |
| Przegrana | 10-3   | Michelangelo Lupoli (8-4)       | Decyzja (jednogłośna)            | 3     | 5:00 | Cage Warriors 183         | 08.03.2025 | Rzym       |                                                  |
| Wygrana   | 10-2   | Elves Oliveira (5-6)            | KO (latające kolano)             | 2     | 0:12 | Cage Warriors 175         | 25.07.2024 | Manchester |                                                  |
| Przegrana | 9-2    | Amir Malekpour (5-2)            | Poddanie (duszenie gilotynowe)   | 1     | 3:27 | Cage Warriors 164         | 25.11.2023 | Newcastle  |                                                  |
| Przegrana | 9-1    | Caolán Loughran (7-0)           | TKO (ciosy w parterze)           | 2     | 1:44 | Cage Warriors 154         | 06.05.2023 | Rzym       | Walka o mistrzostwo Cage Warriors w wadze muszej |
| Wygrana   | 9-0    | Jefferson De Filippis (2-1)     | TKO (ciosy pięściami w parterze) | 1     | 2:40 | Cage Warriors 144         | 07.10.2022 | Rzym       |                                                  |
| Wygrana   | 8-0    | Raymison Bruno (12-3)           | TKO (kontuzja rywala)            | 1     | 5:00 | Cage Warriors 136         | 02.04.2022 | Manchester |                                                  |
| Wygrana   | 7-0    | Scott Malone (9-4)              | Decyzja (niejednogłośna)         | 3     | 5:00 | Cage Warriors 129         | 02.10.2021 | Londyn     |                                                  |
| Wygrana   | 6-0    | Josh Reed (11-5)                | Decyzja (jednogłośna)            | 3     | 5:00 | Cage Warriors 124         | 25.06.2021 | Londyn     | Debiut w Cage Warriors                           |
| Wygrana   | 5-0    | Simone Petricci (1-0)           | TKO (ciosy pięściami w parterze) | 1     | 1:00 | Resa Dei Conti 25         | 23.05.2021 | Livorno    | Zdobył pas mistrzowski RDC w wadze lekkiej       |
| Wygrana   | 4-0    | Carlo Perseo D'Ambrosio (0-1)   | TKO (ciosy pięściami w parterze) | 1     | 0:52 | The Golden Cage 3         | 06.02.2021 | Rzym       |                                                  |
| Wygrana   | 3-0    | Gionata Gensini (5-10)          | TKO (kontuzja rywala)            | 1     | 5:00 | Fight Club Championship 5 | 30.11.2019 | Sassari    |                                                  |
| Wygrana   | 2-0    | Fabio De Luca (2-0)             | Decyzja (jednogłośna)            | 3     | 5:00 | Colosseum 7               | 29.06.2019 | Sassari    |                                                  |
| Wygrana   | 1-0    | Riccardo Mura (1-2)             | Decyzja (jednogłośna)            | 3     | 5:00 | Italian Cage Fighting 7   | 09.02.2019 | Galliate   | Debiut w zawodowym MMA                           |